# Міллер-Плейс (Нью-Йорк)
Міллер-Плейс (англ. Miller Place) — переписна місцевість (CDP) в США, в окрузі Саффолк штату Нью-Йорк. Населення — 11 723 особи (2020).

## Географія
Міллер-Плейс розташований за координатами 40°56′14″ пн. ш. 72°59′11″ зх. д. / 40.93722° пн. ш. 72.98639° зх. д. (40.937308, -72.986342).  За даними Бюро перепису населення США в 2010 році переписна місцевість мала площу 16,97 км², уся площа — суходіл.

## Демографія
Згідно з переписом 2010 року, у переписній місцевості мешкало 12 339 осіб у 4000 домогосподарствах у складі 3347 родин. Густота населення становила 727 осіб/км².  Було 4141 помешкання (244/км²).
Расовий склад населення:
| - 93,5 % — білих - 2,9 % — азіатів - 1,7 % — чорних або афроамериканців - 0,1 % — корінних американців |

До двох чи більше рас належало 1,2 %. Частка іспаномовних становила 5,0 % від усіх жителів.
За віковим діапазоном населення розподілялося таким чином: 27,7 % — особи молодші 18 років, 62,7 % — особи у віці 18—64 років, 9,6 % — особи у віці 65 років та старші. Медіана віку мешканця становила 39,7 року. На 100 осіб жіночої статі у переписній місцевості припадало 98,4 чоловіків;  на 100 жінок у віці від 18 років та старших — 94,4 чоловіків також старших 18 років.
Середній дохід на одне домашнє господарство  становив 126 262 долари США (медіана — 106 654), а середній дохід на одну сім'ю — 137 308 доларів (медіана — 121 067). За межею бідності перебувало 5,4 % осіб, у тому числі 9,4 % дітей у віці до 18 років та 3,3 % осіб у віці 65 років та старших.
Цивільне працевлаштоване населення становило 5427 осіб. Основні галузі зайнятості: освіта, охорона здоров'я та соціальна допомога — 33,0 %, науковці, спеціалісти, менеджери — 11,8 %, будівництво — 9,7 %, фінанси, страхування та нерухомість — 7,9 %.